# Karl Cederquist (bankman)
Karl Olof Cederquist, född den 12 juni 1924 i Perstorps församling, Kristianstads län, död den 8 juli 1981 i Stockholm, var en svensk bankman. Han var son till Karl Cederquist.
Cederquist avlade studentexamen i Helsingborg 1943 och juris kandidatexamen vid Uppsala universitet 1948. Han genomförde tingstjänstgöring i Luggude domsaga 1949–1951. Cederquist var biträdande jurist vid Holger Norrmans advokatbyrå i Helsingborg 1951–1954 och bankjurist och chef för notariatavdelningen vid Svenska handelsbanken där 1954–1959. Han anställdes vid bankens provinscentral i Stockholm 1959, blev direktörsassisten där 1962 och chef för Karlskronadistriktet samma år. Cederquist var chef för Göteborgsdistriktet 1964–1972 och österrikisk generalkonsul 1967–1972. Han blev chef för Svenska handelsbankens representationskontor i Frankfurt för Belgien, Nederländerna och Tyskland 1972 och direktör vid centrala utlandsavdelningen i Stockholm 1975.